# 膀胱炎
膀胱炎 是指膀胱發炎的狀態，在女性較為常見，但各年齡層的男女都可能罹患。

## 種類
膀胱炎可分成以下幾類：
- 細菌性膀胱炎是最常見的一種膀胱炎，發病原因是身體表面的細菌從尿道口入侵，在膀胱內增殖，常併有頻尿、尿急、排尿灼熱感或疼痛、血尿等症狀。發作的過程大多很迅速，半天之內就會造成嚴重不適，甚至在幾天內蔓延到腎臟而成為急性腎盂腎炎。大腸桿菌是最常引起膀胱炎的細菌之一，尤其在喝水量不足、憋尿的狀況下，更容易讓細菌有機會在膀胱孳生。蜜月膀胱炎特別指年輕女性在性接觸以後罹患膀胱炎，並不限於新婚期。
- 慢性膀胱炎初期也一樣是由細菌感染而起，若是經過治療但不夠完全，排尿不適症狀會一再復發，並且細菌將對抗生素產生抗藥性，增加治療的難度。
- 間質性膀胱炎的患者症狀和一般膀胱炎類似，但各種檢驗均沒有細菌孳生的跡象。患者的膀胱容量變小，一漲尿就會劇痛，尿路動力學檢查可見膀胱的彈性變差。膀胱鏡檢查可發現膀胱重覆灌水再排空後，黏膜下出現分散的絲球狀出血點（glomerulization）。間質性膀胱炎較難治療。
- 輻射性膀胱炎是某些癌症（如子宮頸癌）患者接受放射治療後，膀胱受到池魚之殃，組織彈性差、血管壁較脆弱，歷經年至數十年後容易大量出血。近年由於放射治療的進步，病灶周邊器官承受的劑量較小，輻射性膀胱炎的患者也越來越少。